# Inhibición de la memoria
En psicología, la inhibición de la memoria es la capacidad de no recordar información irrelevante. El concepto científico de inhibición de la memoria no debe confundirse con los usos cotidianos de la palabra "inhibición". Desde el punto de vista científico, la inhibición de la memoria es un tipo de inhibición cognitiva, que consiste en detener o anular un proceso mental, total o parcialmente, con o sin intención.
La inhibición de la memoria es un componente fundamental de un sistema de memoria eficaz. Mientras que algunos recuerdos se conservan durante toda la vida, la mayoría se olvidan. Según los psicólogos evolutivos, el olvido es adaptativo porque facilita la selectividad de un recuerdo rápido y eficaz. Por ejemplo, una persona que intenta recordar dónde ha aparcado el coche no querría recordar todos los sitios en los que ha aparcado alguna vez. Para recordar algo, por tanto, es esencial no sólo activar la información relevante, sino también inhibir la información irrelevante.
Hay muchos fenómenos de memoria que parecen implicar inhibición, aunque a menudo se debate sobre la distinción entre interferencia e inhibición.

## Historia
En los primeros tiempos de la psicología, el concepto de inhibición era frecuente e influyente (por ejemplo, Breese, 1899; Pillsbury, 1908; Wundt, 1902). Estos psicólogos aplicaron el concepto de inhibición (e interferencia) a las primeras teorías del aprendizaje y el olvido. A partir de 1894, los científicos alemanes Muller y Shumann llevaron a cabo estudios empíricos que demostraban cómo el aprendizaje de una segunda lista de elementos interfería con el recuerdo de la primera lista. Basándose en estos experimentos, Muller argumentó que el proceso de atención se basaba en la facilitación.Wundt (1902), que defendía una explicación diferente, afirmaba que la atención selectiva se lograba mediante la inhibición activa de la información no atendida, y que para atender a uno de varios estímulos simultáneos, había que inhibir los demás. El psicólogo estadounidense Walter Pillsbury combinó los argumentos de Muller y Wundt, afirmando que la atención facilita la información que se desea e inhibe la que no se desea.
Frente al conductismo de finales de la década de 1920 y hasta la década de 1950, y a través del crecimiento temprano de la psicología cognitiva a finales de la década de 1950 y principios de la década de 1960, la inhibición desapareció en gran medida como teoría. En su lugar, la teoría clásica de la interferencia dominó la investigación de la memoria hasta finales de 1960. Sin embargo, a principios de la década de 1970, la teoría clásica de la interferencia comenzó a declinar debido a su dependencia del asociacionismo, su incapacidad para explicar los hechos de la interferencia o cómo se aplica la interferencia a la vida cotidiana, y a los nuevos informes publicados sobre la inhibición proactiva y retroactiva.
Desde mediados de la década de 1980, se ha renovado el interés por comprender el papel de la inhibición en la cognición. Las investigaciones sobre una amplia variedad de procesos psicológicos, como la atención, la percepción, el aprendizaje y la memoria, la psicolingüística, el desarrollo cognitivo, el envejecimiento, los problemas de aprendizaje y la neuropsicología, sugieren que la resistencia a la interferencia (que implica capacidad de inhibición) es una parte importante de la cognición.
Más recientemente, los investigadores sugieren que el hipocampo desempeña un papel en la regulación de los recuerdos desagradables y competitivos, y los estudios de fRM han mostrado la actividad del hipocampo durante los procesos de inhibición.

## Investigación empírica

### Efecto de la señalización parcial (part-set cuing effect)
Slamecka (1968) descubrió inicialmente el "efecto de señalización parcial" y descubrió que proporcionar una parte de los ítems que se van a recordar como señales de prueba a menudo afecta a la recuperación de los ítems restantes sin señalización, en comparación con el rendimiento en una condición de control sin señalización (recuperación libre). Este efecto es intrigante porque normalmente se espera que las señales ayuden a recordar (por ejemplo, Tulving y Pearlstone, 1966). Henry L. Roediger III, una figura prominente en la investigación de la inhibición basada en la recuperación, fue otro de los primeros psicólogos en proponer la idea de que recuperar un elemento reduce la accesibilidad posterior de otros elementos almacenados. Tomar conciencia del efecto de la señalización del conjunto parcial reduce el efecto, de modo que volver a aprender parte de un conjunto de asociaciones previamente aprendidas puede mejorar el recuerdo de las asociaciones no aprendidas.

### Inhibición causada por envejecimiento según Hasher y Zacks
El uso de la inhibición para explicar los procesos de memoria comenzó con el trabajo de Hasher y Zacks (1988), que se centró en los costes cognitivos asociados al envejecimiento y en la reducción de la brecha entre atención y memoria. Hasher y Zacks descubrieron que los adultos mayores muestran deficiencias en tareas que requieren inhibir información irrelevante en la memoria de trabajo, y estas deficiencias pueden provocar problemas en diversos contextos.

### Olvido inducido por la recuperación
Artículo principal: Olvido inducido por la recuperación
El modelo de Anderson y Spellman del olvido inducido por la recuperación sugiere que cuando los elementos compiten durante la recuperación, un proceso inhibitorio servirá para suprimir a esos competidores. Por ejemplo, la recuperación de un significado de una palabra (por ejemplo, el significado verbal de la palabra calcetín) tenderá a inhibir el significado dominante de esa palabra (por ejemplo, el significado sustantivo de calcetín). En 1995, Anderson y Spellman llevaron a cabo un estudio en tres fases utilizando su modelo de olvido inducido por recuperación para demostrar el desaprendizaje como inhibición.
- Fase de estudio: Los participantes estudian una lista de emparejamientos categoría-ejemplar en la que algunos ejemplares son semánticamente similares en el sentido de que pertenecen a otra categoría además de a la que están emparejados explícitamente (por ejemplo, Comida-Galleta, Comida-Fresa, Rojo-Tomate, Rojo-Sangre).
- Fase de recuperación y práctica: A los participantes se les pide que practiquen recordando algunos de los ejemplares dados como clave de categoría (por ejemplo, Rojo-S__).
- Fase de prueba: Dada cada categoría como pista, el participante intenta recordar el ejemplar (por ejemplo, Comida-G__, Comida-F__, Rojo-T__, Rojo-S__).

Anderson y Spellman observaron que los ítems que compartían una relación semántica con la información practicada se recordaban menos. Utilizando el ejemplo anterior, el recuerdo de elementos relacionados con la información practicada, como el tomate y la fresa, era menor que el recuerdo de la galleta, aunque la fresa formara parte de un par diferente. Este hallazgo sugiere que la competencia asociativa por la categoría explícita no es el único factor que dificulta la recuperación. Los autores teorizaron que el cerebro suprime o inhibe los atributos no practicados, lo que explica por qué un elemento muy similar al tomate, pero que no pertenece al mismo par, también presenta un menor índice de recuerdo.

### Paradigma "pensar/no pensar" e inhibición intencional
Durante el debate sobre la memoria recuperada de los años 90, los psicólogos cognitivos dudaban de que determinados recuerdos pudieran reprimirse. Un escollo era que la represión no se había demostrado en un estudio de investigación. En 2001, los investigadores Anderson y Green afirmaron haber encontrado pruebas de laboratorio de la represión. Entrenaron a sus participantes con una lista de pares de palabras no relacionadas (como ordalía-cucaracha), para que respondieran con el segundo miembro del par (cucaracha) cuando vieran el otro miembro (ordalía). Cuanto más intentaban los participantes no pensar en una palabra concreta, menos probabilidades tenían de recuperarla en una prueba final de memoria. Este deterioro se producía incluso cuando a los participantes se les realizaba una prueba de "sondeo independiente", es decir, se les daba una categoría similar (insecto) en lugar de la pista original (cucaracha) y se les pedía que rellenaran el espacio en blanco de la prueba de memoria: insecto-c_____. Según Anderson y Green, el hecho de que los participantes tuvieran una menor capacidad para recordar elementos que se les había dicho que olvidaran apoya firmemente la existencia de un mecanismo de control inhibitorio y la idea de que las personas tienen la capacidad de suprimir recuerdos no deseados.
Aunque los resultados de Anderson y Green (2001) se han reproducido varias veces, un grupo de destacados investigadores en psicología que utilizaron la misma metodología que en el estudio original no pudieron reproducir ni siquiera el resultado básico (Bulevich, Roediger, Balota y Butler, 2006). Determinaron que la supresión no es un fenómeno experimental sólido en el paradigma pensar/no pensar y sugirieron que los resultados de Anderson y Green podrían explicarse por la interferencia retroactiva, o simplemente por pensar en X cuando se te dice que "no pienses" en Y.

## Amnesia por trauma o abuso
La amnesia, el olvido de información personal importante, suele producirse por una enfermedad o lesión cerebral, mientras que la amnesia psicógena, que implica una pérdida de la identidad personal y tiene causas psicológicas, es poco frecuente. No obstante, diversos estudios han llegado a la conclusión de que al menos el 10% de las víctimas de abusos físicos y sexuales olvidan los abusos. Algunos estudios afirman que la tasa de recuerdo retardado de muchas formas de experiencias traumáticas (incluidos desastres naturales, secuestros, torturas, etc.) es, de media, de aproximadamente el 15%, y que las tasas más altas se dan en casos de abuso sexual infantil, combate militar y presenciar el asesinato de un familiar.
Una encuesta realizada en 1996 a 711 mujeres informó de que no es infrecuente olvidar y recordar posteriormente los abusos sexuales sufridos en la infancia; más de una cuarta parte de las encuestadas que denunciaron abusos también declararon haberlos olvidado durante algún tiempo y haberlos recordado después por sí mismas. De los que declararon haber sufrido abusos, menos del 2% afirmaron que el recuerdo del abuso contó con la ayuda de un terapeuta u otro profesional. Otros estudios demuestran que las personas que han sufrido un trauma suelen recordarlo, no olvidarlo. McNally (2001) descubrió que las mujeres que informan haber reprimido o recuperado recuerdos de abuso sexual en la infancia no tienen peor memoria para las palabras relacionadas con el trauma que las mujeres que nunca sufrieron abuso sexual. De manera similar, McNally (1998) descubrió que las mujeres que sufrieron abuso sexual en la infancia y que desarrollaron TEPT como resultado del abuso no tendrán más problemas para recordar palabras relacionadas con el trauma que los adultos sanos sobrevivientes de abuso sexual en la infancia o las mujeres que nunca sufrieron abuso en la infancia.
Aunque Elliot y Briere (1996) demostraron que la tasa de recuerdo de sucesos traumáticos previamente olvidados no se veía afectada por el hecho de que la víctima tuviera o no antecedentes de haber estado en psicoterapia, las personas que informan de recuerdos reprimidos son más susceptibles de producir recuerdos falsos que las personas que siempre podían recordar el recuerdo. Williams descubrió que, entre las mujeres con antecedentes confirmados de abuso sexual, aproximadamente el 38% no recordaba el abuso 17 años después, sobre todo cuando lo había perpetrado alguien conocido. Hopper cita varios estudios que indican que algunas víctimas de abuso tendrán intervalos de amnesia completa de su abuso. Estudios clínicos y revisados por expertos han documentado la existencia de la memoria recuperada; un sitio web enumera 43 casos legales en los que un tribunal ha aceptado la afirmación de una persona de haber recuperado un recuerdo reprimido. La amnesia traumática, que supuestamente implica el olvido de hechos traumáticos concretos durante largos periodos de tiempo, es muy controvertida, al igual que la represión, la explicación psicodinámica de la amnesia traumática. Debido a que estos conceptos carecen de un buen apoyo empírico, los científicos psicológicos se muestran escépticos sobre la validez de los "recuerdos recuperados", y sostienen que algunos terapeutas, mediante técnicas sugestivas, han fomentado (sin saberlo) falsos recuerdos de victimización.

## Pruebas en contra
La idea de que los sujetos pueden inhibir activamente un recuerdo tiene muchos detractores. MacLeod (2003) cuestionó la idea de la inhibición en el control cognitivo, argumentando que la inhibición puede atribuirse a la resolución de conflictos, que es el acto propenso al error de elegir entre dos valores similares que no necesariamente tienen el mismo par. Vuelve a examinar los pares anteriores: Comida-Galleta, Comida-Fresa, Rojo-Tomate y Rojo-Sangre. Las teorías de inhibición de la memoria sugieren que el recuerdo de la fresa disminuye cuando disminuye el recuerdo del tomate porque los atributos del tomate se inhiben cuando se aprende el rojo-sangre. MacLeod sostiene que la inhibición no tiene lugar, sino que es el resultado de la confusión entre pares de palabras similares, como comida-tomate y rojo-fresa, que puede dar lugar a errores. Esto es distinto de que se inhiban los atributos del tomate "En la mayoría de los casos en los que se han ofrecido mecanismos inhibitorios para explicar el rendimiento cognitivo", explica MacLeod, "los mecanismos no inhibitorios pueden lograr el mismo objetivo" (p. 203).